# Серавале (Тренто)
Серавале је насеље у Италији у округу Тренто, региону Трентино-Јужни Тирол.
Према процени из 2011. у насељу је живело 581 становника. Насеље се налази на надморској висини од 151 м.